# Haplostoma minutum
Haplostoma minutum – gatunek widłonoga z rodziny Botryllophilidae. Nazwa naukowa tego gatunku skorupiaków została opublikowana w 1977 roku przez zoologów Shigeko Ooishi i Paula Louisa Illga.